# Municipio de Cass (condado de Guthrie)
El municipio de Cass (en inglés: Cass Township) es una subdivisión administrativa del condado de Guthrie, Iowa, Estados Unidos. Según el censo de 2020, tiene una población de 2446 habitantes.

## Geografía
Está ubicado en las coordenadas 41°42′33″N 94°19′38″O / 41.70917, -94.32722 (41.709143, -94.327111). Según la Oficina del Censo de los Estados Unidos, el municipio tiene una superficie total de 137.74 km², de la cual 135.03 km² corresponden a tierra firme y 2.71 km² es agua.

## Demografía
Según el censo de 2020, hay 2446 personas residiendo en el municipio de Cass. La densidad de población es de 18.1 hab./km². El 96.16 % son blancos, el 0.41 % son afroamericanos, el 0.04 % es asiático, el 1.44 % son de otras razas y el 2.45 % son de dos o más razas. Del total de la población, el 2.13 % son hispanos o latinos de cualquier raza.